# شهرستان میلر (میزوری)
شهرستان میلر، میزوری (به انگلیسی: Miller County, Missouri) یک شهرستان در ایالات متحده آمریکا است که در میزوری واقع شده‌است.